# Laothoe pallida-fasciata
Laothoe pallida-fasciata är en fjärilsart som beskrevs av Gillmer 1904. Laothoe pallida-fasciata ingår i släktet Laothoe och familjen svärmare. Inga underarter finns listade i Catalogue of Life.